# Dã chi ma trắng
Lamium album là một loài thực vật có hoa trong họ Hoa môi. Loài này được L. mô tả khoa học đầu tiên năm 1753. Đây là loài bản địa trên khắp châu Âu và Tây Á, chúng mọc ở nhiều môi trường khác nhau từ các vùng cỏ đến rừng gỗ, thường trên đất ẩm màu mỡ.

## Thảo luận

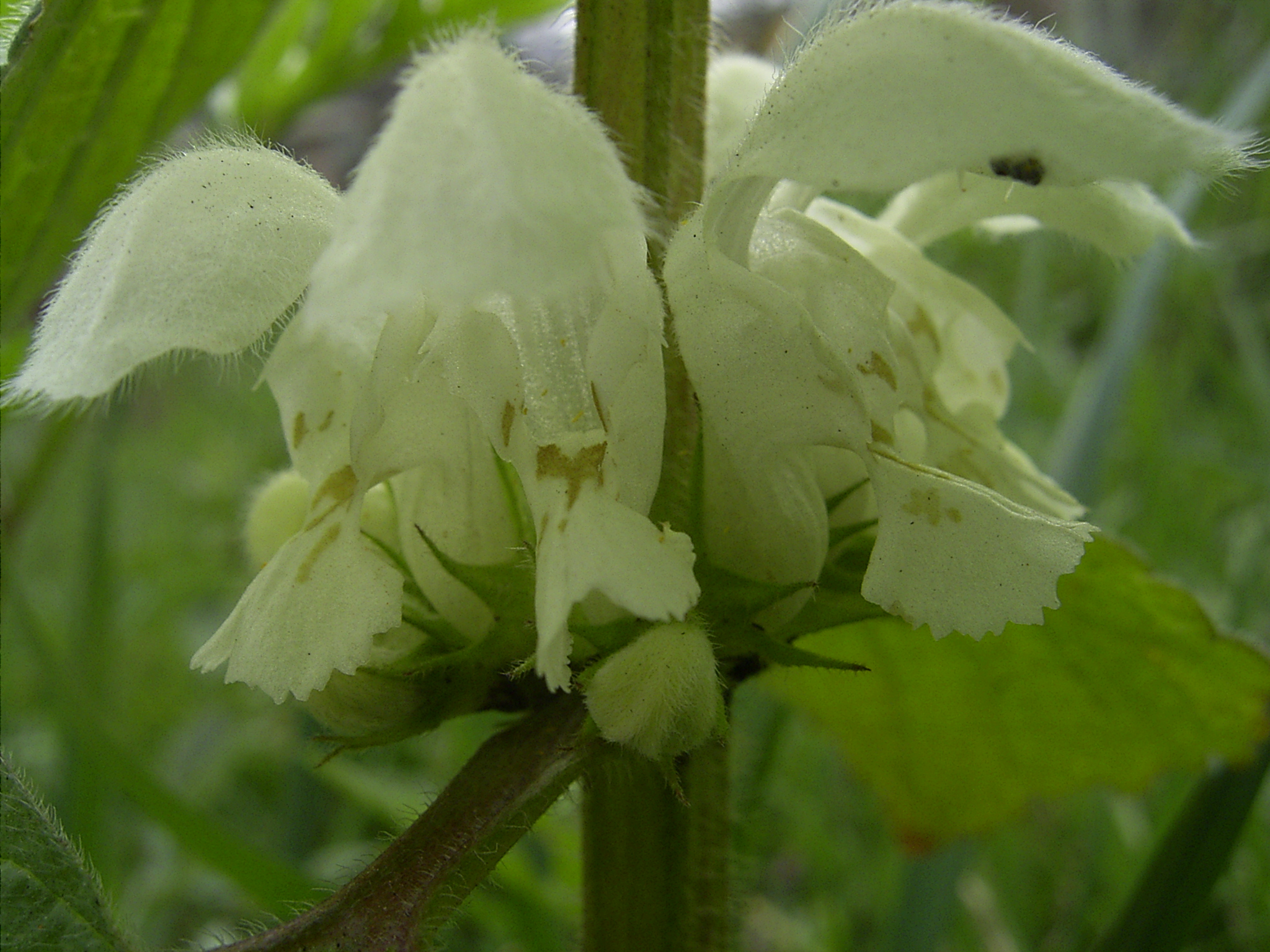
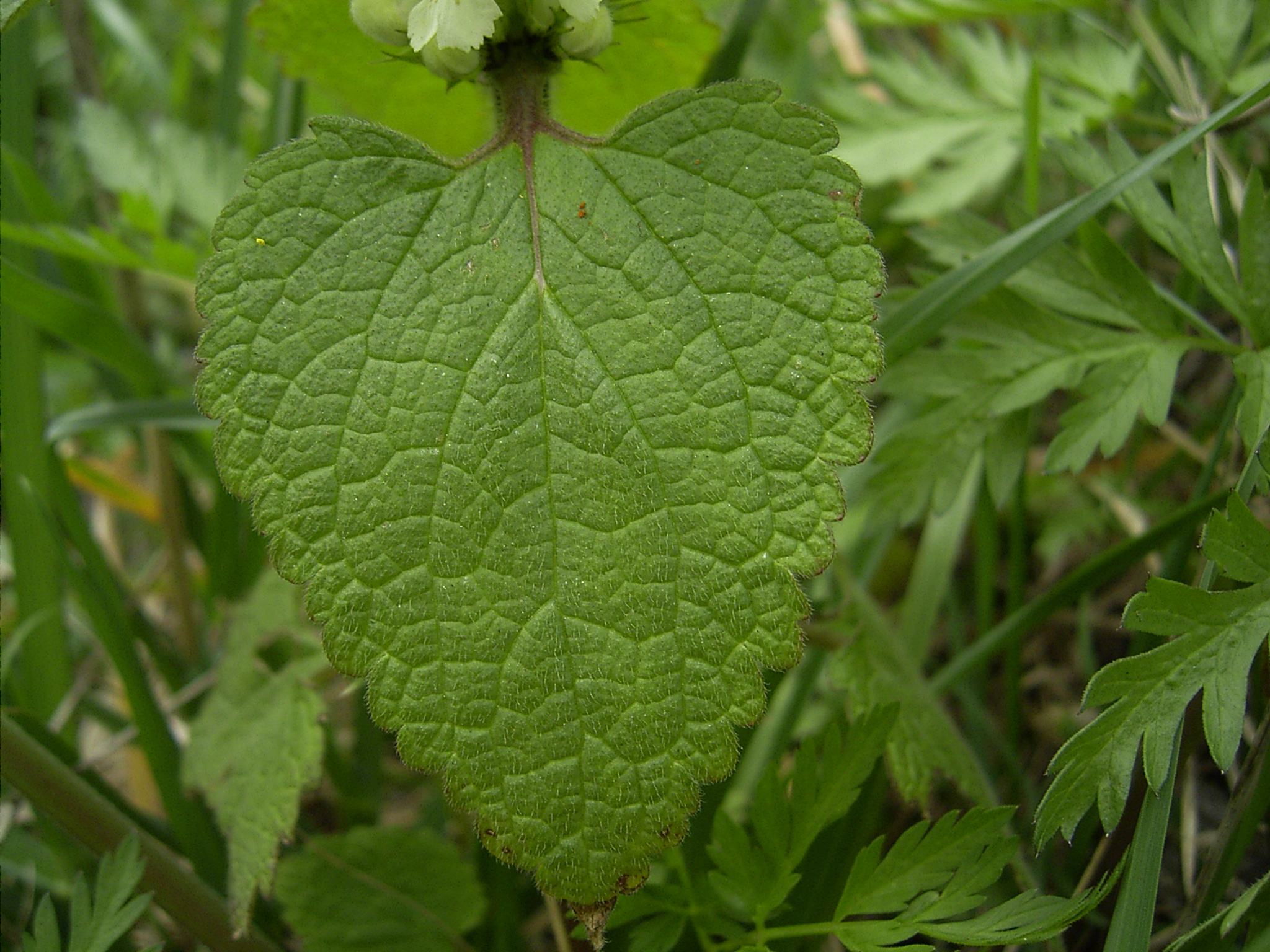
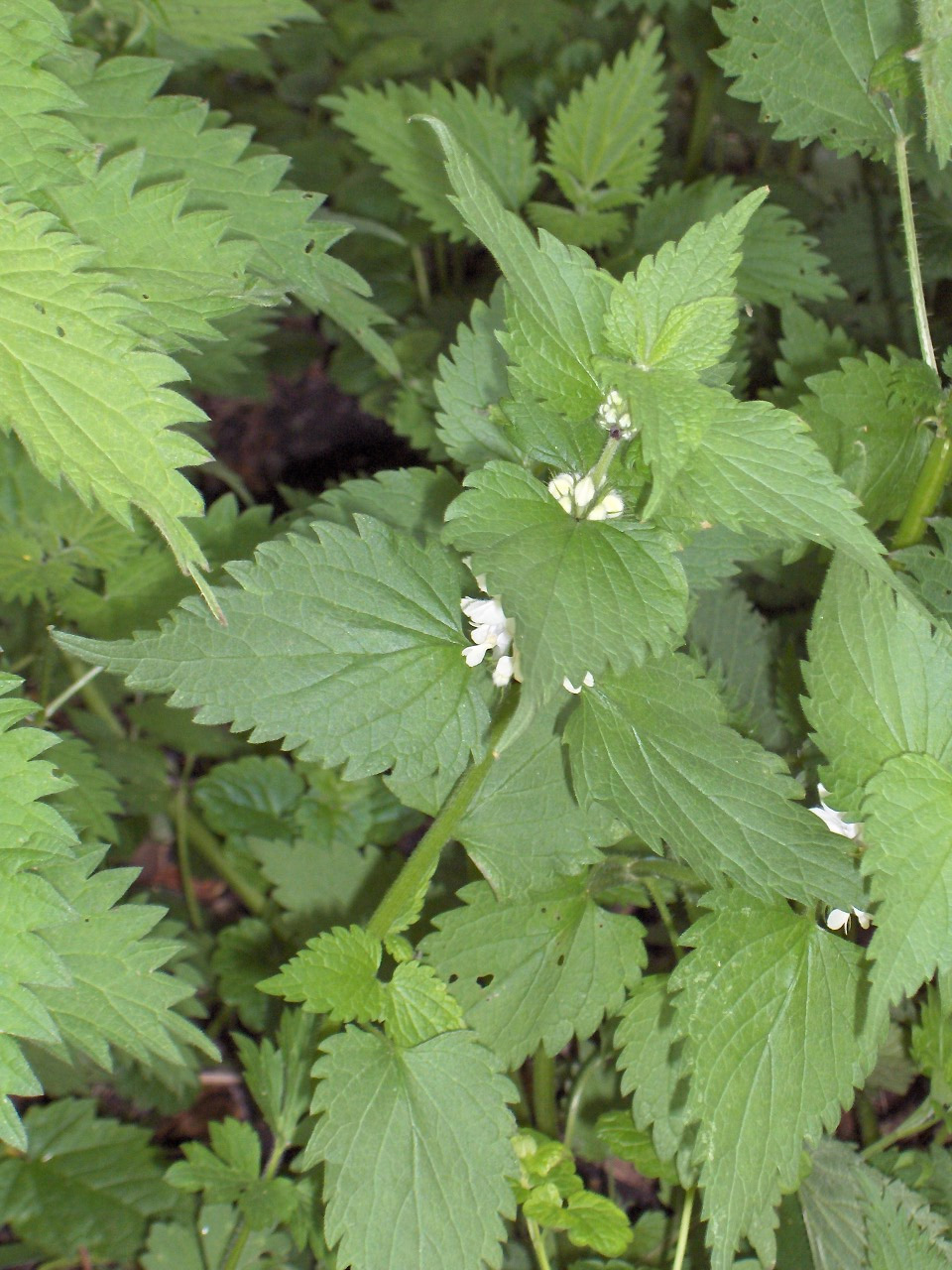